# 순항훈련전단
순항훈련전단(巡航訓練戰團)은 대한민국 해군의 대한민국 해군 순항훈련의 운용을 담당한다.

## 같이 보기
- 대한민국 해군 순항훈련
- 대한민국 해군사관학교